# 히라타촌
히라타촌(일본어: 平田村)은 일본 후쿠시마현 나카도리 동부에 있는 이시카와군의 촌이다.

## 지리
후쿠시마현 남동부 아부쿠마 고지에 있고 산맥을 수놓듯이 농지가 펼쳐져 있다.

## 역사
- 1955년 3월 31일 - 쇼와 시정촌 대합병으로 오다이라촌, 요모기타촌이 합병해 히라타촌이 신설되었다.
- 2015년 9월 - 촌사무소 청사를 옛 나가타 초등학교 자리로 이전하였다.

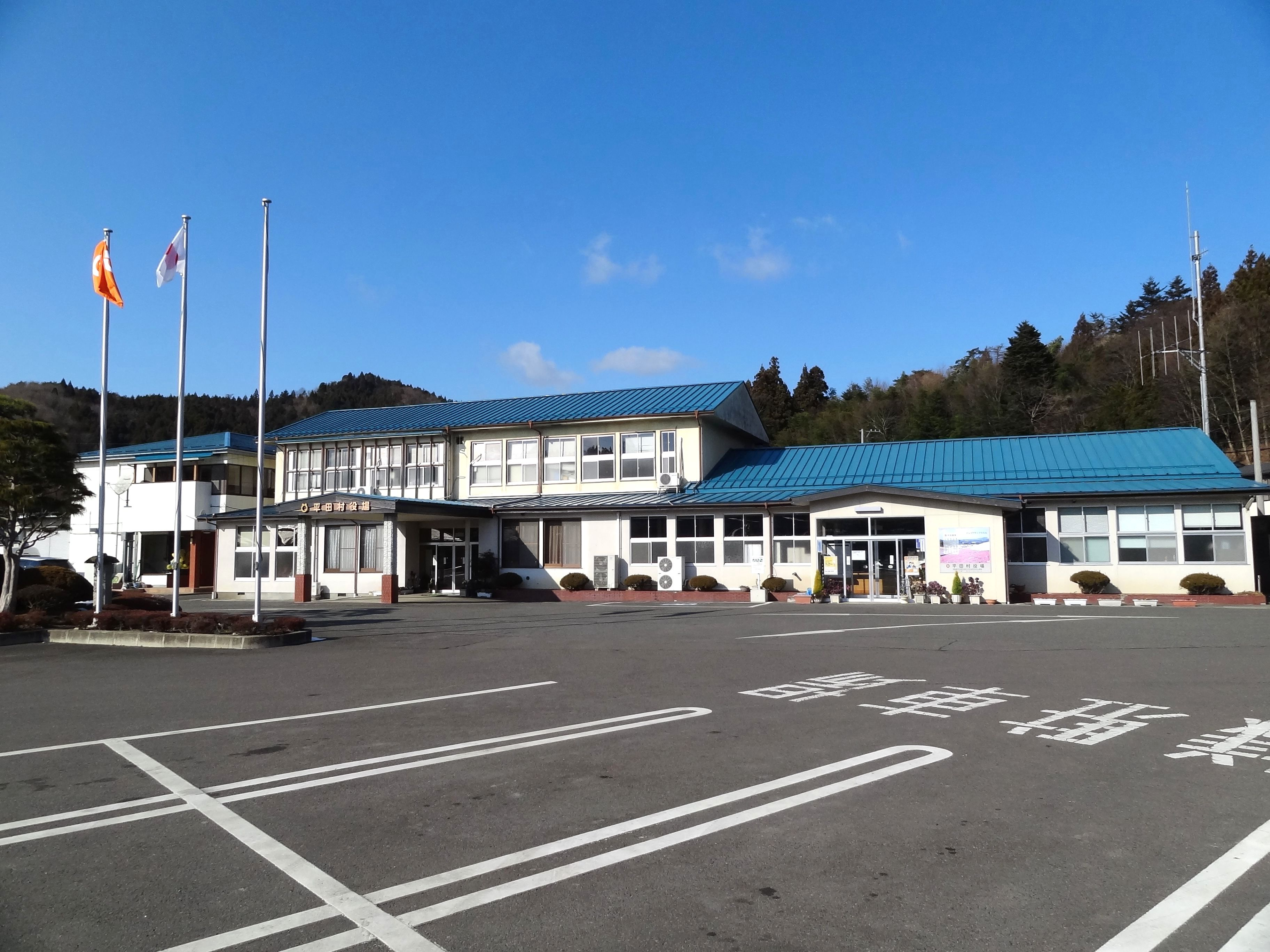
히라타촌 사무소

## 인구
| 연도 | 인구   | ±%     |
| ---- | ------ | ------ |
| 1920 | 5,835  | —      |
| 1930 | 7,120  | +22.0% |
| 1940 | 7,962  | +11.8% |
| 1950 | 10,338 | +29.8% |
| 1960 | 10,525 | +1.8%  |
| 1970 | 9,359  | −11.1% |
| 1980 | 8,804  | −5.9%  |
| 1990 | 8,523  | −3.2%  |
| 2000 | 7,910  | −7.2%  |
| 2010 | 6,921  | −12.5% |

## 경제
기간산업은 농업이며 관광, 기업 유치에도 힘을 쓰고 있다.

## 교통

### 도로
- 아부쿠마 고원도로
- 국도 49호선
- 국도 349호선(일본어판)